# Gordon Pinsent
Gordon Edward Pinsent, CC, FRSC (Grand Falls-Windsor, 12 de julho de 1930 - 25 de fevereiro de 2023) foi um ator canadense.

## Biografia
Pinsent, o caçula de seis filhos, nasceu em Grand Falls, Terra Nova, filho de Flossie (née Cooper) e Stephen Arthur Pinsent, um sapateiro. Sua mãe era anglicana; a família era descendente de imigrantes de Kent e de Devon, na Inglaterra. Ele era auto-descrito "criança desajeitada" que sofria de raquitismo. 
Pinsent começou a atuar nos palcos em 1940 aos 17 anos. Logo assumiu papéis em drama de rádio na CBC, e mais tarde mudou-se para a televisão e o cinema. No início dos anos 1950, fez uma pausa e se juntou ao Exército Canadense, servindo cerca de quatro anos como soldado. 
Durante os primeiros anos de sua carreira, apareceu em Scarlett Hill, mas era mais conhecido por co-estrelar na série infantil da CBC, The Forest Rangers em 1960. Mais tarde, seus papéis na televisão incluem as séries Quentin Durgens, M.P., A Gift to Last (que ele criou), The Red Green Show, Due South, Wind at My Back e Power Play. O episódio piloto de A Gift To Last foi adaptado para o teatro por Walter Learning e Alden Nowlan e se tornou uma permanente peça de teatro natalina em teatros regionais em todo o país.
Os papéis de Pinsent no cinema incluíram Lydia, The Rowdyman, Who Has Seen the Wind, John and the Missus, The Shipping News e Away from Her. Escreveu os roteiros para The Rowdyman e John and the Missus. Talvez seu papel mais conhecido foi a do Presidente dos Estados Unidos no clássico filme de ficção científica, Colossus: The Forbin Project, produção de 1970. 

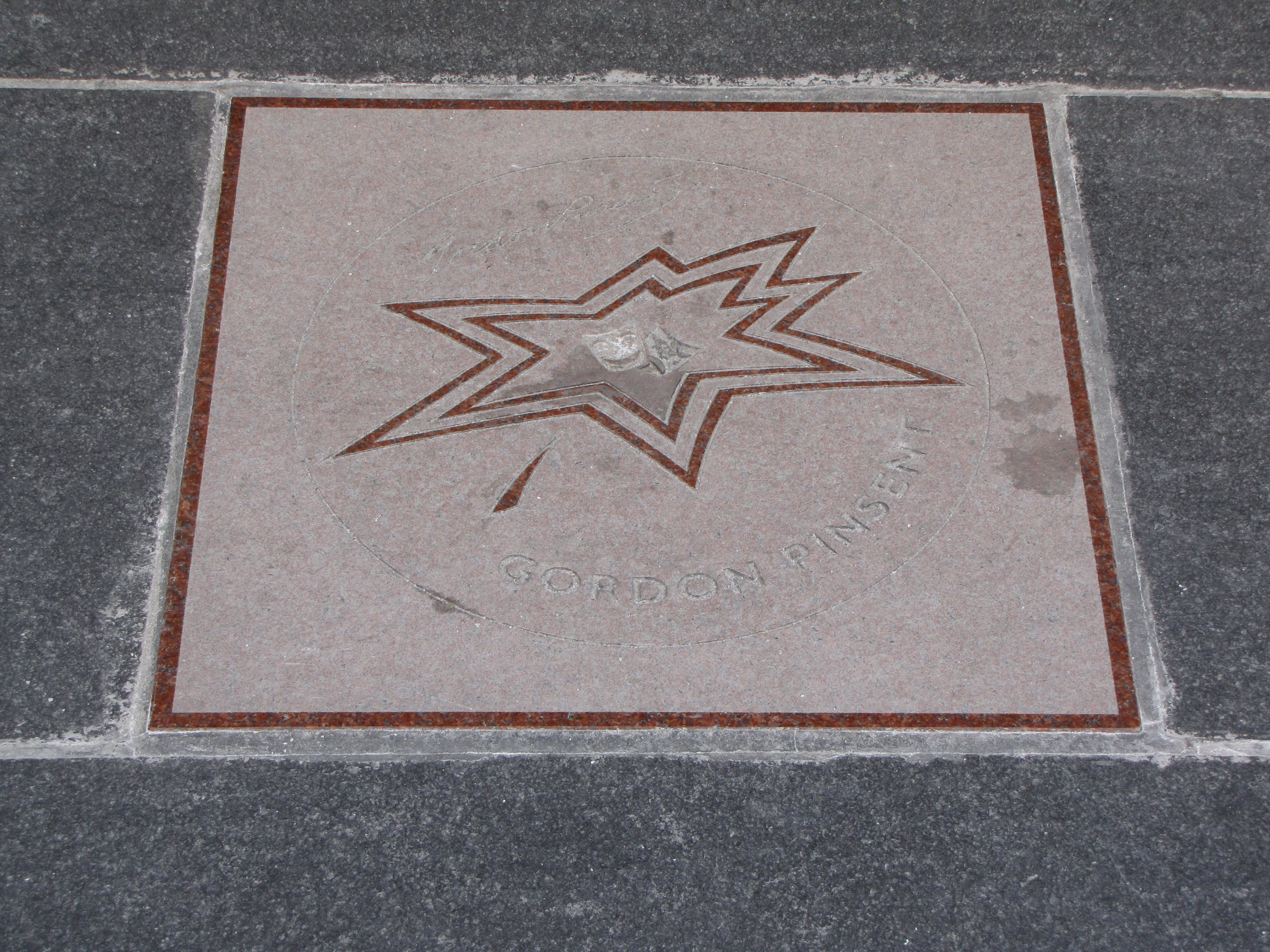
Estrela de Gordon Pinsent na Calçada da Fama do Canadá.

Em 1979 foi nomeado Oficial da Ordem do Canadá e foi promovido a Companheiro em 1998. Em 2006, foi eleito Fellow da Sociedade Real do Canadá. Em 6 de março de 2007, foi anunciado que Pinsent receberia uma estrela na Calçada da Fama do Canadá.
Em 8 de março de 2007, foi anunciado publicamente em Toronto, no Canadá, que Pinsent aceitou a nomeação de Presidente Honorário do "Building for the Future", campanha de angariação de fundos para o Royal Canadian Regiment Museum.
Em 1962, Pinsent casou-se com a atriz Charmion King, e eles permaneceram juntos até sua morte em 6 de janeiro de 2007. Tiveram uma filha, Leah Pinsent, também atriz. Ele tem outros dois filhos de um casamento anterior.
Pinsent morreu em 25 de fevereiro de 2023, aos 92 anos.

## Filmografia selecionada
- 1964: Lydia
- 1968: The Thomas Crown Affair
- 1969: Colossus: The Forbin Project
- 1972: Blacula
- 1972: Chandler
- 1972: The Rowdyman
- 1974: The Heatwave Lasted Four Days
- 1974: Newman's Law
- 1974: Only God Knows
- 1976: Blackwood (narrador)
- 1977: Who Has Seen the Wind
- 1980: Klondike Fever
- 1981: Silence of the North
- 1987: John and the Missus
- 1989: Le Triomphe de Babar (voz)
- 1990: Blood Clan
- 1997: Pale Saints
- 1997: Pippi Longstocking (voz)
- 1999: The Old Man and the Sea (voz)
- 2001: The Shipping News
- 2002: A Promise
- 2003: Nothing
- 2003: Snow on the Skeleton Key
- 2004: The Good Shepherd
- 2004: Saint Ralph
- 2006: Away from Her